# Copa América žen FIF7 2020
Copa América žen FIF7 2020 bylo 3. ročníkem Copa América žen FIF7 a konalo se v brazilském městě Porto Alegre v období od 7. do 9. prosince 2020. Účastnily se ho 4 týmy, které hrály v jedné skupině systémem každý s každým. Ze skupiny pak postoupily první dva týmy do finále, týmy na třetím a čtvrtém místě se utkaly o 3. místo. Vyřazovací fáze zahrnovala 2 zápasy. Ve finále zvítězily reprezentantky Brazílie, které porazily výběr Mexika 4:2.

## Stadion
Turnaj se hrál na jednom stadionu v jednom hostitelském městě: Rodrigo Mendes Arena (Porto Alegre).

## Skupinová fáze
Čas každého zápasu je uveden v lokálním čase.
| Vysvětlivky                        |
| ---------------------------------- |
| Tým postupující do finále          |
| Tým postupující do boje o 3. místo |
| Vítěz zápasu je tučně zvýrazněn    |

#### Tabulka
| Tým      | Z | V | R | P | VG | IG | +/− | B |
| -------- | - | - | - | - | -- | -- | --- | - |
| Brazílie | 3 | 3 | 0 | 0 | 17 | 1  | +16 | 9 |
| Mexiko   | 3 | 2 | 0 | 1 | 9  | 4  | +5  | 6 |
| Chile    | 3 | 0 | 1 | 2 | 3  | 13 | −10 | 1 |
| Kolumbie | 3 | 0 | 1 | 2 | 4  | 15 | −11 | 1 |

| 7. prosince 2020 17:15 |       |        |                                    |
| Kolumbie               | 1 : 3 | Mexiko | Rodrigo Mendes Arena, Porto Alegre |
|                        |       |        | Rodrigo Mendes Arena, Porto Alegre |

| 7. prosince 2020 19:45 |       |       |                                    |
| Brazílie               | 5 : 0 | Chile | Rodrigo Mendes Arena, Porto Alegre |
|                        |       |       | Rodrigo Mendes Arena, Porto Alegre |

| 8. prosince 2020 13:00 |       |       |                                    |
| Kolumbie               | 2 : 2 | Chile | Rodrigo Mendes Arena, Porto Alegre |
|                        |       |       | Rodrigo Mendes Arena, Porto Alegre |

| 8. prosince 2020 14:15 |       |        |                                    |
| Brazílie               | 2 : 0 | Mexiko | Rodrigo Mendes Arena, Porto Alegre |
|                        |       |        | Rodrigo Mendes Arena, Porto Alegre |

| 8. prosince 2020 18:00 |       |        |                                    |
| Chile                  | 1 : 6 | Mexiko | Rodrigo Mendes Arena, Porto Alegre |
|                        |       |        | Rodrigo Mendes Arena, Porto Alegre |

| 8. prosince 2020 19:15 |        |          |                                    |
| Kolumbie               | 1 : 10 | Brazílie | Rodrigo Mendes Arena, Porto Alegre |
|                        |        |          | Rodrigo Mendes Arena, Porto Alegre |

#### O 3. místo
| 9. prosince 2020 17:00 |       |          |                                    |
| Chile                  | 6 : 4 | Kolumbie | Rodrigo Mendes Arena, Porto Alegre |
|                        |       |          | Rodrigo Mendes Arena, Porto Alegre |

#### Finále
| 9. prosince 2020 19:15 |       |        |                                    |
| Brazílie               | 4 : 2 | Mexiko | Rodrigo Mendes Arena, Porto Alegre |
|                        |       |        | Rodrigo Mendes Arena, Porto Alegre |